# Mount Soond
Mount Soond ist ein Berg an der Hobbs-Küste des westantarktischen Marie-Byrd-Lands. In der Perry Range ragt er 1,5 km nördlich der Bleclic Peaks auf.
Der United States Geological Survey kartierte ihn anhand eigener Vermessungen und Luftaufnahmen der United States Navy aus den Jahren von 1959 bis 1965. Das Advisory Committee on Antarctic Names benannte ihn im Jahr 1974 nach dem Geomagnetiker und Seismologen, der 1968 auf der Plateau-Station tätig war.